# Abdullah (album)
Abdullah is het tweede album van de Amerikaanse metalband Abdullah. Het album werd uitgegeven in 2000.

## Inhoud
1. The Path To Enlightenment
2. Conundrum
3. Earth's Answer
4. Visions Of The Daughters Of Time
5. Now Is The Winter
6. Lucifer In Starlight
7. The Black Ones
8. Awakening The Colossus
9. Proverbs Of Hell
10. Journey To The Orange Island
11. Lotus Eaters

## Artiesten
- Jeff Shirilla - vocalist en drummer
- Alan Seibert - gitarist
- Jameson Walters - bassist
- Ed Milich - bassist